# Gimnazija fra Dominika Mandića u Širokom Brijegu
Gimnazija fra Dominika Mandića je gimnazija u Širokom Brijegu.

## Povijest
Povijest današnje Gimnazije fra Dominika Mandića seže u daleku prošlost, točnije u 1889. kada je Franjevačka gimnazija bila dostupna samo katoličkoj djeci. 1924. Alojzije Mišić je položio i blagoslovio kamen temeljac. Posljednji sati nastave u Franjevačkoj gimnaziji su održani 1943./44. kada je donesena odluka o osnivanju Državne realne gimnazije u Širokom Brijegu. 1955. ona prerasta u Državnu realnu gimnaziju u Širokom Brijegu. Za to vrijeme zgrada se obnavlja, opremaju se kabineti te je naziv promijenjen u Gimnazija Ivan Goran Kovačić. 1971. ukinut je Zakon o gimnaziji te Gimnazija prestaje s radom. Godine 1972. osnovana je Škola s praktičnom nastavom učenika čije je sjedište u Đačkom domu. 1973. donesena je odluka za spajanje Gimnazije Ivan Goran Kovačić sa Školom za praktičnu nastavu i učenika u privredi u Srednjoškolski centar na Lištici. U ratnoj i školskoj 1991./92. godini u Gimnaziju fra Dominika Mandića upisan je 121 učenik, a 1993. dr. Franjo Tuđman otvorio je obnovljenu zgradu.
Gimnazija fra Dominika Mandića ima mnoštvo uposlenih djelatnika te dobro organiziranu nastavu.